# Mochizuki (Schiff, 1927)
Die Mochizuki (japanisch 望月 ‚Vollmond‘) war ein Zerstörer der Mutsuki-Klasse der Kaiserlich Japanischen Marine, der im Zweiten Weltkrieg zum Einsatz kam. Das Schiff wurde von der Uraga Senkyo in Yokosuka gebaut und lief dort am 28. April 1927 vom Stapel. Die Indienststellung erfolgte am 31. Oktober und 1928 wurde es auf den Namen Mochizuki getauft, vorher war es nur mit einer Nummer (Nr. 33) bezeichnet worden. In den späten 1930er Jahren nahm das Schiff am Zweiten Chinesisch-Japanischen Krieg teil, bei dem es um die Landung japanischer Truppen in Zentral- und Südchina ging.

## Entwurf und Beschreibung
Die Mutsuki-Klasse war eine verbesserte Version der Kamikaze-Klasse und war die erste mit dreifachen 61 cm Torpedorohren. Die Schiffe hatten eine Gesamtlänge von 102,4 m und waren in der Wasserlinie 94,54 m lang. Sie hatten eine Breite von 9,16 Metern und einen mittleren Tiefgang von 2,96 Metern m. Die Schiffe der Mutsuki-Klasse verdrängten 1336 t. Sie wurden von zwei Parsons Dampfturbine angetrieben, die jeweils eine Antriebswelle antrieben und den Dampf von vier Kampon-Wasserrohrkesseln nutzten. Die Turbinen waren für eine Leistung von 38500 kW ausgelegt, was die Schiffe 37,25 kn schnell machte. Die Schiffe beförderten 420 t Treiböl, was ihnen eine Reichweite von 4000 sm (7.499 km) bei 15 kn gab. Ihre Besatzung bestand aus 150 Offizieren und Besatzungsmitgliedern.
Die Hauptbewaffnung der Schiffe der Mutsuki-Klasse bestand aus vier Geschützen mit dem Kaliber 120 mm vom Typ 3 in Einzelaufstellung, ein Geschütz vor der Brücke, eines zwischen den beiden Schornsteinen und das letzte Paar Rücken an Rücken auf dem hinteren Aufbau. Die Geschütze waren von vorne nach hinten von 1 bis 4 nummeriert. Die Schiffe trugen zwei Überwasser-Dreifachsätze von 61-Zentimeter-Torpedorohren, ein Satz befand sich zwischen dem vorderen Aufbau und dem vorderen Geschütz und die andere zwischen dem hinteren Schornstein und dem hinteren Aufbau. Für die Rohre waren vier Nachladetorpedos vorgesehen. Sie trugen 18 Wasserbomben und konnten außerdem 16 Seeminen transportieren. Sie konnten auch mit Minensuchausrüstung ausgestattet sein.

## Geschichte
Zum Zeitpunkt des Angriffs auf Pearl Harbor am 7. Dezember 1941 wurde Mochizuki der 30. Zerstörerdivision des 6. Zerstörergeschwaders in der 4. Flotte zugeteilt. Am 8. Dezember verließ sie Kwajalein als Teil der Invasionstruppe von Wake Island. Diese bestand aus den Leichten Kreuzern Yūbari, Tenryū und Tatsuta, den Zerstörern Yayoi, Hayate, Mutsuki, Kisaragi, Oite, Mochizuki und Asanagi, zwei alte Momi-Klasse Zerstörern, die zu Patrouillenbooten umgebaut wurden (Patrouillenboot Nr. 32 und Patrouillenboot Nr. 33) und zwei Truppentransporter mit 450 Japanern der Speziallandungskräfte der Kaiserlich Japanischen Marine.
Nach schweren Verlusten (darunter Kisaragi und Hayate) zogen sich die japanischen Streitkräfte vor der Landung zurück. Dies war die erste japanische Niederlage des Krieges und auch die einzige Gelegenheit im Zweiten Weltkrieg, bei der ein amphibischer Angriff durch landgestützte Geschütze abgewehrt wurde. Am 23. Dezember 1941 kehrte Mochizuki mit der zweiten Wake-Island-Invasionstruppe, bevor sie nach Kwajalein zurückfuhr.
Das Schiff eskortierte im Januar 1942 einen Konvoi von Kwajalein zum Marinestützpunkt auf Truk, wo auf der Vorderseite der Brücke ein Schwalbennest für ein Paar in Lizenz gebauter Hotchkiss 13,2 mm Fla-Maschinengewehre installiert wurde. Danach fuhr sie nach Guam. Von Februar bis März nahm sie an der Invasion der Salomonen teil und deckte die Landungen japanischer Streitkräfte (während der Operation R, der Invasion von Rabaul, Neuirland und Neubritannien) und während der Invasion von Lae-Salamaua und im April über Landungen auf den Admiralitätsinseln. Während der Schlacht im Korallenmeer vom 7. bis 8. Mai 1942 wurde Mochizuki der Operation MO zugeteilt, der Eroberung von Port Moresby. Nachdem dieser Einsatz abgebrochen wurde, kehrte sie nach Truk zurück und begleitete Konvois zum Flugplatzbau zwischen Truk, Lae und Guadalcanal, bis es Mitte Juli zur Überholung nach Japan zurückgerufen wurde.
Nachdem die Reparaturen in der Marinewerft Sasebo abgeschlossen waren, wurde Mochizuki der 8. Flotte zugewiesen. Ende September machte sich Mochizuki mit dem Zerstörer Isokaze auf den Weg, um Überlebende des Zerstörers Yayoi bei der Insel Normanby in Papua-Neuguinea zu retten. Am 14. und 15. Oktober begleitete Mochizuki die Kreuzer Kinugasa und Chōkai während einer Bombardierung von Henderson Field auf Guadalcanal. Den ganzen November hindurch unternahm Mochizuki zahlreiche Tokyo Express-Truppentransportfahrten nach Guadalcanal. Bei einer dieser Fahrten (8. November) wurde sie von einem Blindgänger-Torpedo vom PT-Boot PT-61 getroffen. Bei einer weiteren Fahrt (13.–15. November) unterstützte sie den japanischen Zerstörer Amagiri bei der Rettung von 1.500 Überlebenden aus den torpedierten Transportschiffen Nagara Maru und Canberra Maru.
Im Dezember 1942 war die Mochizuki Eskorte für die Kreuzer Kumano und Suzuya auf den Admiralitätsinseln Operationen und Landungen von Truppen in Buna und Finschhafen in Neuguinea. Mochizuki wurde mehrmals aus der Luft angegriffen und erlitt leichte Schäden.
Nach zwei Fahrten des Tokyo Express von Rabaul nach Kolombangara und Rekata Bay im Januar 1943 kehrte die Mochizuki zur Reparatur nach Sasebo zurück. Ende März unterstützte sie auf dem Weg nach Rabaul die torpedierte Florida Maru. Bis Ende Juni 1943 wurde die Mochizuki weiterhin als Schnelltransporter beim Tokyo-Express nach Rekata, Buna, Tuluvu und Kolombangara eingesetzt. Während der Schlacht im Kula-Golf am 5. und 6. Juli griff Mochizuki die Zerstörer Radford und Nicholas an und erlitt Schäden durch Granatentreffer auf ihrem Geschützturm Nr. 1 und ihren Torpedorohren. Der Schaden war immerhin so schwerwiegend, dass eine Rückkehr nach Sasebo bis Ende August nötig war. Nach ihrer Rückkehr nach Rabaul Ende September nahm Mochizuki den Betrieb des Tokyo Express wieder auf.
Während einer solchen Operation wurde die Mochizuki am 24. Oktober 1943 auf dem Weg von Rabaul nach Jacquinot Bay auf Neubritannien von US-amerikanischen Flugzeugen angegriffen. PBY Catalinas  bombardieren die Mochizuki 75 sm südsüdwestlich von Rabaul. Die Mochizuki sinkt nach einem direkten Bombeneinschlag in den Maschinenraum. Der Großteil der Besatzung wurde von ihrem Schwesterschiff Uzuki gerettet. Das Schiff wurde am 5. Januar 1944 von der Marineliste gestrichen.